# 脱力世官
脱力世官（?—?），元朝大臣。畏兀儿人，罗罗斯副都元帅帖哥术探花爱忽赤之子。
元世祖时袭为武德将军、罗罗斯副都元帅、同知宣慰司事。镇压辖境各族首领反抗，击破多处山寨。开始讨平定昌路总管谷纳，擒获千户阿夷。又平定德平路落来民的反抗。跟随左丞爱鲁讨伐亦奚不薛地区的寨保，率领蒙古、爨、僰军和四川等处行中书省参知政事阿合八失攻打纳土原山上的蛮童子等少数民族，兼管军副万户。平定细狗、折兴，擒杀阿遮。官至怀远大将军、罗罗斯宣慰使，兼管军万户。括户口，立赋税，以给屯戍。又以云南王命平定昌州地区苏你、巴翠的叛乱，收降千户任世禄的部众。后入觐，在京师去世。

## 延伸阅读
[在维基数据编辑]
 《元史/卷133》，出自宋濂《元史》
 《新元史/卷154》，出自柯劭忞《新元史》